# Leopoldo López
Leopoldo Eduardo López Mendoza (Caracas, 29 d'abril de 1971), conegut com a Leopoldo López, és un polític, economista i capdavanter opositor al govern veneçolà. Va ser alcalde de Chacao des de l'any 2000 fins al 2008, després d'haver estat elegit per al càrrec per dos períodes consecutius. És el coordinador nacional del partit Voluntat Popular i de les Xarxes Populars.
Durant els seus anys en l'alcaldia, va rebre diversos reconeixements a causa de la seva administració. Segons el periòdic Correu del Orinoco, López va ser inhabilitat per la Contraloría en aquest període per corrupció. Los Angeles Times va reportar que López va atreure l'atenció del llavors dies president Hugo Chávez l'any 2000 i durant els esdeveniments relacionats a l'intent de cop d'estat a Veneçuela en 2002, indicant que «va orquestrar les protestes públiques en contra de Chávez i va jugar un rol central en l'arrest il·legal del ciutadà Ministre de l'Interior de Chávez», Ramón Rodríguez Chacín.
En 2006, López va ser el líder de l'oposició a Chávez i va treballar com a activista social per aconseguir reformes en el sistema judicial. En 2008, tenia planejat postular-se com a alcalde de Caracas, però a causa de les denúncies de suposades irregularitats oposades en la seva gestió, la Contraloría General de la República va dictar una mesura de sanció en contra seva inhabilitant-ho a optar a qualsevol càrrec públic fins a 2014. El seu cas per inhabilitació va ser revisat per la Cort Interamericana de Drets Humans, la qual va emetre una fallada, per unanimitat, al seu favor. No obstant això, el govern veneçolà va aclarir que no podia acatar la fallada de la Cort, a causa que segons ells, estava ple de «contradiccions i fets inexactes», aspectes ratificats per la Sala Constitucional del Tribunal Suprem de Justícia que va declarar inejecutable la fallada i va ratificar la inhabilitació de la Contraloría General.
Una manifestació liderada per López no va ser autoritzada pel Municipi Libertador de Caracas. Una part de les manifestacions de febrer de 2014 a Caracas va ser fortament reprimida per la Guàrdia Nacional Bolivariana, ocasionant 43 morts, entre ells oficialistes i opositors. La Fiscalia General de la República de Veneçuela, va emetre una ordre d'arrest en contra seva, acusant-lo d'«instigació pública, danys a la propietat en grau de determinador, incendi en grau de determinador i associació per delinquir». El Tribunal Suprem veneçolà va dir que era necessari sol·licitar permís a l'autoritat municipal per realitzar manifestacions públiques sobre la base de l'establert en l'article 68 de la Constitució sobre «requisits que estableixi la llei», malgrat que la Constitució veneçolana reconeix el dret de protesta. Posteriorment, després de dirigir-se a una multitud dels seus seguidors el 18 de febrer, López es va lliurar a la Guàrdia Nacional Bolivariana.
El 10 de setembre de 2015 la justícia veneçolana el va declarar culpable d'incitació pública a la violència a través de suposats missatges subliminals i va condemnar a 13 anys, 9 mesos, 7 dies i 12 hores de presó. El seu empresonament era objecte de controvèrsia, i a l'octubre de 2014, l'Alt Comissionat de l'ONU per als Drets Humans va demanar l'alliberament dels detinguts en relació amb les protestes. L'Organització de les Nacions Unides, la Unió Europea, Amnistia Internacional, Human Rights Watch i diverses organitzacions internacionals de drets humans han condemnat aquest arrest per haver estat motivat políticament.

## Joventut i educació

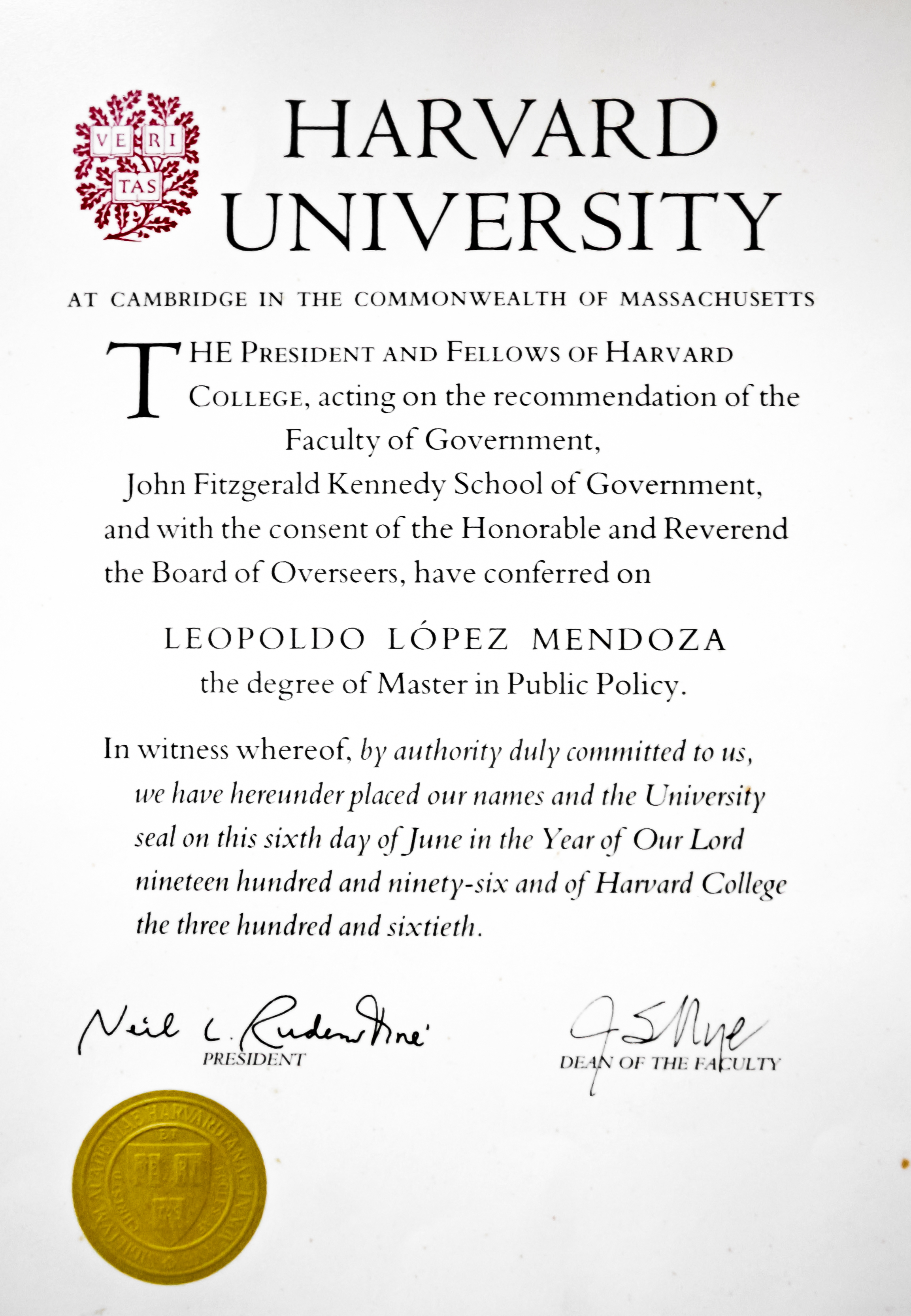
Mestratge en Polítiques a la Universitat Harvard

López va néixer a Caracas el 29 d'abril de 1971, com el segon de tres fills, al costat de les seves dues germanes, Diana i Adriana López.
López és un polític de "una de les famílies més poderoses de Veneçuela". La mare de López, Antonieta Mendoza, és la filla d'Eduardo Mendoza Goiticoa, que va ser Secretari d'Agricultura al govern de Ròmul Betancourt, durant els anys 1945 i 1948. El seu besoncle Rafael Ernesto López Ortega va ser ministre d'Educació durant la presidència de López Contreras. El seu avi Leopoldo López Ortega i besoncle Rafael Ernesto López Ortega eren tots dos mèdics, fundadors del Centre Mèdic de Sant Bernardino, a Caracas.
Va estudiar en el Col·legi Santiago de León de Caracas i va acabar els seus estudis a l'Escola Hun de Princeton. Posteriorment, es va graduar en Kenyon College en Gambier, Ohio l'any 1993, on va rebre una llicenciatura en Sociologia i ciències econòmiques. Posteriorment va assistir a l'Escola de Govern John F. Kennedy, pertanyent a la Universitat Harvard, on va obtenir un Mestratge en Polítiques Públiques l'any 1996. En 2007, va rebre un doctorat honoris causa en Dret de Kenyon. Posteriorment ocupa el càrrec d'Analista, Assistent a l'Economista Cap i Assessor Econòmic en la Coordinació de Planificació de Petrolis de Veneçuela (PDVSA), entre els anys 1996 i 1999. També es va exercir com a docent a la Universitat Catòlica Andrés Bell. Al maig de 2007 es va casar amb Lilian Tintori, amb la qual va tenir una filla en 2009 i seguidament un fill en 2013, Manuela i Leopoldo respectivament.
La presentadora de HLN, Susan Hendricks, una amiga durant l'escola secundària, ho va descriure com un home amb personalitat guanyadora en els seus anys d'estudiant. "Era un èxit amb les dames, però ell ni tan sols ho sabia", va dir. "Era molt modest".

## Vida política

### Inicis
S'inicia en l'activitat política en postular-se com a candidat a president de l'alumnat a l'Escola Hun de Princeton, Nova Jersey. Malgrat haver arribat de Caracas uns mesos abans, va poder liderar i guanyar aquesta elecció. Un company d'estudis, ho va descriure com "molt bo a fer que la gent mentalizado" en els equips de natació i de la tripulació, i va agregar: ". Estic segur que aquestes qualitats li ajudaran a portar a Veneçuela del tercer món algun dia" L'article observava que López, després de graduar-se de Kenyon, l'esperança d'assistir a la universitat, i després tornar al seu país "en la qual espera entrar en la política i millorar Veneçuela."
Posteriorment, ingressa al Kenyon College en Gambier, Ohio. López assenyala que durant aquest temps es va formar en ell un interès per la justícia social i els drets individuals, la qual cosa ho va portar a creure en el poder de la protesta com a mecanisme per reclamar respecte cap a aquests. En aquesta institució, va ser un dels fundadors d'Estudiants Activistes Ajudant a la Terra a Sobreviure, ASHES per les seves sigles en anglès.
Després de completar un mestratge a la Universitat Harvard torna a Veneçuela, on s'integra a l'associació civil Primer Justícia, que després es convertiria en el partit polític homònim. Com a candidat d'aquest partit, competeix en les eleccions per a l'alcaldia de Chacao de l'any 2000, resultant electe amb el 51% dels vots.

### Militància
Va ser fundador de Primer Justícia i membre de la seva Junta Directiva. Al desembre de 2006, López es va unir amb altres dirigents de Primer Justícia, agrupats sota la denominació de Primer Justícia Popular, van expressar el seu desacord amb la manera com es realitzaven les eleccions internes del partit. Aquest grup es va separar del partit a inicis de febrer.
En aquest mes, passa a formar part del partit Un Nou Temps (UNT), com a Vicepresident de Participació Ciutadana i Xarxes Populars. Al setembre de 2009 es dona a conèixer la seva sortida forçosa del partit, la qual López va descriure com una expulsió perquè els partits tradicionals «no permeten el sorgiment de nous lideratges». D'altra banda UNT va afirmar que López a cap moment va ser expulsat, sinó que va abandonar el seu càrrec per la qual cosa va ser substituït.
El 5 de desembre de 2009, en el fórum de València en l'estat Carabobo, López va presentar el moviment Voluntat Popular al costat de diversos dirigents nacionals. López va declarar que el programa es desenvoluparia xarxes per a esports. i que «neix amb una convicció que tots els veneçolans som iguals en dret.(…) Que no sigui el color el que decideixi qui té accés a un servei públic, a la salut, a l'educació».
La Associated Press ha cridat a López "l'home que està desafiant el control del poder del President Hugo Chávez".

### Alcaldia de Chacao (2000-2008)
Leopoldo López va ser alcalde del municipi Chacao de Caracas, des de l'any 2000 fins al 2008, després d'haver estat elegit en el càrrec per dos períodes consecutius 2000-2004 amb el 51% dels vots i 2004-2008 amb el 81%.
Va inaugurar el TransChacao, un sistema intern de transport urbà per als habitants de Chacao, amb 26 autobusos. Segons les estadístiques, des que es va implementar aquest sistema, s'han mobilitzat en transport públic més de sis milions d'usuaris. En tres anys es va aconseguir reorganitzar i unificar el transport públic del municipi, a través d'aquest sistema.
A més, va iniciar la construcció d'un auditori amb capacitat per 300 persones a l'escola municipal Juan de Déu Guanche, la qual va inaugurar el 28 de setembre de 2002, i que segons el diari L'Universal, «és considerada com la més moderna escola pública construïda al país durant els últims 20 anys».
Com a alcalde va inaugurar el Centre Esportiu Eugenio Mendoza, amb instal·lacions per a la pràctica de diversos esports.
En la seva gestió es van iniciar obres com la plaça dels Pals Grans, les voreres de l'Avinguda Francisco de Miranda, un gimnàs vertical que beneficia a més de 17.000 persones, la nova seu del Mercat Lliure de Chacao amb 11.500 metres quadrats de construccions que van ser acabades durant la gestió d'Emilio Graterón. També va iniciar el projecte del centre cívic de Chacao. Aquesta obra és la segona fase del Mercat de Chacao, i preveia l'edificació de la Casa de la Cultura, el Gimnàs Vertical, la nova seu de la Unitat Educativa Andrés Bell, per més de dos mil cinc-cents nens, 830 llocs d'estacionament subterrani, i la Plaça Pública “San José de Chacao”, de 3.700 metres quadrats. Aquest projecte, va ser aprovat durant la gestió d'Emilio Graterón per votació dels ciutadans de Chacao; 20.604 vots a favor, 149 en contra i 50 vots nuls. Aquesta decisió popular va ser rebutjada per William Tórrez, representant del Partit Socialista Unit de Veneçuela en Chacao ja que, en la seva opinió, al no estar emmarcada l'assemblea de veïns en la Llei de Consells Comunals, la decisió era il·legal i inconstitucional. El projecte va ser paralitzat pel govern central, a sol·licitud del Ministeri Públic i amb el suport del Ministeri d'Obres Públiques. La mudança del mercat també va causar polèmica entre els comerciants d'aquest, alguns d'ells van afirmar que la nova seu reduiria els seus espais de venda, mentre que uns altres es van mostrar satisfets amb les condicions del nou edifici.

### Persecució
El Departament d'Estat dels Estats Units va esmentar les accions preses en contra de López per part del govern veneçolà en el seu Reporti de Països segons Pràctiques de Drets Humans. Al novembre de 2005 López va ser suspès de qualsevol activitat política futura una vegada conclòs el seu període com a alcalde en 2008 a causa d'al·legacions per malversació de fons. Segons el Departament d'Estat dels EUA, els càrrecs van ser "part d'una estratègia del govern de Chávez per eliminar a l'oposició política". López va dir que el seu veritable delicte era que ell representava una amenaça electoral a l'anti-nord-americana Revolució Bolivariana.
Segons Los Angeles Times, els crítics de Chávez diuen que tots els dissidents polítics estan sent perseguits, però que "López sembla l'objecte d'una campanya totalment intensa". La seva tia també va ser víctima de la violència a Veneçuela, amb un impacte de bala durant una manifestació pacífica.
Com a líder de l'oposició, López va dir que ha experimentat diversos atacs violents: Los Angeles Times va escriure que li havien disparat i havia estat pres com a ostatge al febrer de 2006 a la Universitat de Carabobo per 20 homes amb armes llargues de combat. El succés va ser confirmat per la rectora de la universitat, María Luisa de Maldonado en aquest llavors. En aquesta mateixa ocasió el seu guardaespatlles va ser assassinat, i Los Angeles Times va afegir que "l'assassinat del seu guardaespatlles va tenir com a objectiu enviar un missatge". Segons el columnista Jackson Diehl, escrivint pel Washington Post, al juny de 2008, després que López tornés d'una visita a Washington, D. de C., va ser detingut i assaltat pel servei d'intel·ligència de l'estat. López afirma que va ser agredida de nou pel servei d'intel·ligència estatal, encara que el govern de Veneçuela s'oposa a aquest compte, que indica que un membre de la Guàrdia Nacional de Veneçuela va informar López com a responsable de l'agressió i va presentar un video com a prova.

### Controvèrsia electoral

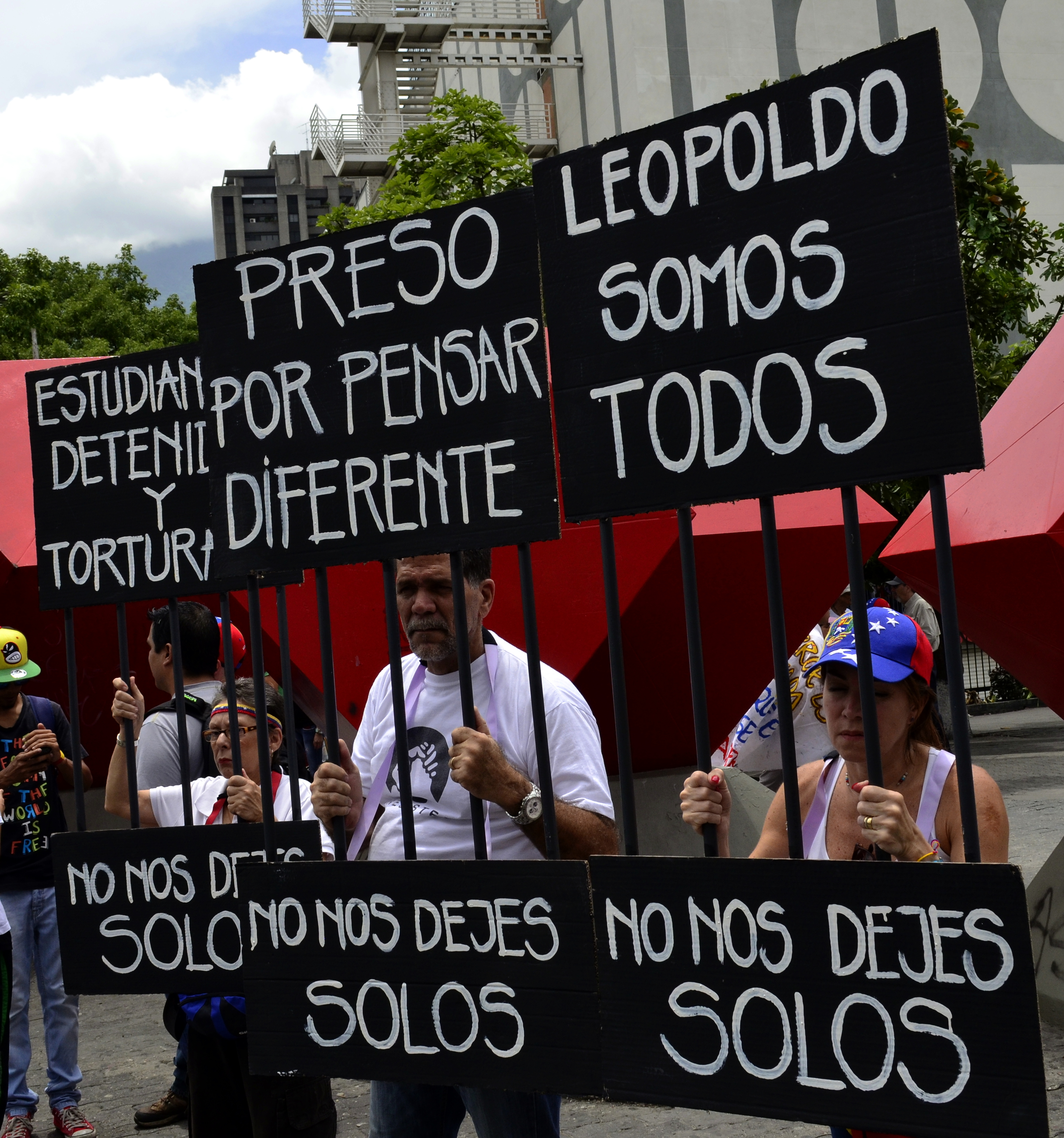
Manifestació pels presos polítics 8 de juny de 2014

Leopoldo López va participar en les mobilitzacions de carrer de l'oposició veneçolana que van donar lloc al posterior cop d'estat d'abril de 2002 i va participar com a autoritat en l'arrest del ministre d'Interior i Justícia, Ramón Rodríguez Chacín; la causa que se seguia a López per aquest últim fet va ser sobreseguda el 31 de desembre del 2007 a causa de l'amnistia atorgada pel president Hugo Chávez.
D'acord amb la Contraloría General de la República, quan López s'exercia com a Analista d'Entorn Nacional en l'Oficina de l'Economista Cap de Petrolis de Veneçuela, l'ONG Primer Justícia va obtenir una donació a través de la seva mare, Antonieta Mendoza de López, que llavors ocupava el càrrec de Gerent d'Assumptes Públics de la Divisió de Serveis de PDVSA Petroli i Gas S.A.[cita  Segons la Contraloría, aquesta donació va contravenir les Normes Sobre Conflicte d'Interès. Per aquest motiu, López va ser inhabilitat per exercir càrrecs públics per un període de tres anys que va començar a complir a partir de novembre del 2008.
La Comissió Interamericana de Drets Humans va introduir una demanda davant la Cort Interamericana, al·legant que Veneçuela va violar els drets de López en afirmar que cap dels castigats ha estat acusat, jutjat i oposat culpable mitjançant el degut procés de la llei i en inhabilitar-ho per raons administratives quan es presentava com a candidat a l'alcaldia de Caracas, esmentant falta de garanties i protecció judicials. El juliol, la Comissió va accedir a escoltar el seu cas i va assenyalar que els dos anys transcorreguts des de López havien presentat una moció sol·licitant al Tribunal que anul·li la prohibició constitueix una "demora indeguda". La Sala Constitucional del Tribunal Suprem de Justícia de Veneçuela va sentenciar que les inhabilitacions eren constitucionals. Aquesta decisió va comptar amb el vot a favor de quatre magistrats de la Cort i el vot salvat d'un. El tribunal va confirmar la seva decisió i va afirmar que la restricció era legal. Curiosament, aquesta fallada va impedir López s'executi en contra de Chávez per a l'elecció següent, quan les enquestes indiquen López guanyaria.
López sosté que aquestes sancions són inconstitucionals; en una entrevista reportada per Globovisión va afirmar que «si hi hagués delicte, la Fiscalia hauria d'haver investigat i passar-ho a un tribunal perquè emetés sentència. Si no hi ha condemna, no hi ha inhabilitació, i en això hem estat molt clars». Para López «la donació de PDVSA a un programa educatiu afavorit per Primer Justícia per als “nens més pobres de l'orient del país”, va ser una donació aprovada per la junta directiva de l'estatal petroliera i pel Banc Mundial i, a més, el projecte va ser desenvolupat i auditat per la Contraloría i es va obrir novament de “forma estranya”». Sobre el delicte de desviament de fons, López va declarar que «aquí no hi ha cap delicte, no hi ha dany patrimonial, i això ho diu fins a l'informe de la Contraloría».

### Inhabilitació en 2008
A l'abril de 2008, López va anunciar la seva candidatura a l'Alcaldia Major de Caracas en una elecció que havia de dur-se a terme al novembre de 2008. Era considerat el favorit per guanyar les eleccions, però en una decisió anunciada per l'interventor general de la nació i després ratificada per una decisió d'una cort,López i centenars d'altres veneçolans van ser inhabilitats per postular-se en les eleccions de 2008, suposadament per corrupció. Les eleccions de novembre de 2008 van ser crucials per al govern de Chávez; després de la derrota de Chávez en les urnes en 2007, va dir López, el govern va inhabilitar als candidats de l'oposició que sabia podien guanyar. Com el polític més conegut, López va lluitar en contra de la sanció, argumentant que el dret a ser triat a un càrrec públic solament podia ser suspès en cas d'un judici civil o criminal.
“Una cort ha determinat que no puc ocupar a un càrrec públic fins a 2014,” va dir, “assegurant-se així que no pugui postular-me en aquestes eleccions, les de l'assemblea nacional en 2010 o a la presidència en 2012". Va assegurar, “La façana de la democràcia s'està enfonsant”. La inhabilitació, va dir, va ser imposada “contra milions de veneçolans, persones que volien i volen un canvi, i que no que es rendiran per aconseguir-ho... Aquesta decisió vol evitar que els veneçolans tinguin esperances en el canvi”.
El juny de 2008, López va portar el seu cas davant la Comissió Inter Americana de Drets Humans (CIDH) a Washington D. de C., i es va reunir amb l'en aquest llavors candidat presidencial Barack Obama. "Estem sent obstruïts", va dir a Washington, "perquè podem guanyar. Tenim els vots i el govern ho sap. Si permet que participem en la contesa el mite que Chávez és l'únic representant de les masses pobres de Veneçuela serà destruït. És per això que estan tractant de treure'm per força". El juliol, la Comissió va acceptar escoltar el seu cas i va relatar que els dos anys que havien transcorregut des que López havia ingressat una moció sol·licitant a la cort que anul·li la inhabilitació constituïa un "retard excessiu".
Una enquesta duta a terme a l'abril de 2008 va descobrir que el 52% dels adults a Veneçuela s'oposaven a la inhabilitació i el 51% creia que tenia motivacions polítiques. El Departament d'Estat dels EUA va dir que la llei habilitante era "preocupant"; Chávez va respondre dient que aquestes preocupacions eren "exagerades". Com el polític més conegut prohibit, López va qüestionar la sanció, amb l'argument que el dret a ocupar càrrecs d'elecció popular només pot ser revocada arran d'un judici civil o criminal. Va afirmar que el govern va prohibir candidats de l'oposició abans de les eleccions regionals novembre 2008, ja que sabia que podien guanyar.
Encara que López i altres oponents que havien estat acusats de corrupció mai van ser jutjats o condemnats, la Càmera Constitucional del Tribunal Suprem - dominat per jutges designats per Chávez- va determinar a l'agost de 2008 que la sanció en contra de López i uns altres era constitucional. Segons el Wall Street Journal, sis dels set jutges de la cort suprema "simpatitzen amb el president". BBC News es va referir a la llista de persones inhabilitades per a les eleccions com una "llista negra", indicant que "ara hi ha molt poc que el Sr. López i uns altres puguin fer que els permeti participar en les eleccions de novembre". The Economist va observar que López és aparentment "l'objectiu principal" de la "decisió de l'auditor general d'inhabilitar a centenars de candidats per a les eleccions estatals i municipals per suposats càrrecs de corrupció, malgrat que cap d'ells ha estat sentenciat per les corts”. El Wall Street Journal va observar que la prohibició "ha estat comparada amb les accions del govern de l'Iran preses per prevenir que els polítics de l'oposició participin en les eleccions en aquest país" i es va referir específicament a López com "un polític popular que les enquestes mostren que tenia una bona possibilitat de convertir-se en l'alcalde de Caracas, un dels càrrecs més importants del país".
L'endemà, López i uns altres van protestar la decisió amb una marxa, fins que van ser bloquejats davant d'un edifici del govern. López va liderar als manifestants en una marxa no autoritzada a través de Caracas; la policia anti-motins va llançar gas lacrimogen a un grup d'uns 1.000 manifestants.
López va presentar una queixa a la Comissió de Drets Humans del parlament internacional del Mercosur, en el qual estan representats Argentina, Brasil, Paraguai i Uruguai, i en el qual Veneçuela compta amb estatus d'observador. Dos membres de la comissió van viatjar a Caracas a investigar, però no van poder arribar a cap conclusió perquè els funcionaris veneçolans es van negar a reunir-se a amb ells. José Miguel Vivanco de Human Rights Watch "va descriure a la discriminació política com una característica important de la presidència del Sr. Chávez", esmentant específicament a López i la "mesura que inhabilita als candidats de postular-se a un càrrec públic a causa d'acusacions legals en contra d'ells".
La Associated Press va reportar que l'ús d'aquests càrrecs per desqualificar a López "és una tàctica que els crítics diuen Chávez utilitza per deixar en suspens indefinit les ambicions polítiques dels seus oponents". L'Organització d'Estats Americans va citar el cas en contra de López com un dels "factors que contribueixen al debilitament de l'estat de dret i la democràcia a Veneçuela". López va desafiar aquestes acusacions dient que cap dels quals van ser castigats han estat acusats i processaments formalment a través d'un degut procés de llei, alguna cosa que està en violació directa dels tractats signats i ratificats pel govern veneçolà i la Constitució de Veneçuela.
El govern veneçolà continua argumentant que les sancions van ser legals.

#### Sentència de la Cort IDH
En el cas López Mendoza v. Veneçuela, relacionat a la inhabilitació política de la qual va anar objecte a Veneçuela, la Cort Interamericana de Drets Humans (Talli IDH) va sentenciar l'1 de setembre del 2011 a favor de Leopoldo López, declarant, per unanimitat, que l'Estat veneçolà és «responsable per la violació del dret a ser triat», disposant que «els òrgans competents», i en particular el Consell Nacional Electoral «ha d'assegurar que les sancions d'inhabilitació no constitueixin impediment per a la postulació» a càrrecs públics que pogués presentar Leopoldo López.
El govern veneçolà, a través de Nicolás Maduro, ha dit que es pronunciarà sobre la sentència, després d'estudiar el seu contingut. El Tribunal Suprem de Justícia veneçolà (TSJ) va declarar la fallada de la Cort Interamericana de Drets Humans com «inejecutable». La decisió del TSJ va produir al seu torn una declaració del Centre Carter, el qual va afirmar que, en l'hemisferi, solament les corts militars d'Alberto Fujimori han desacatat fallades de la Cort InterAmericana de Drets Humans amb anterioritat.

### Protestes de 2014

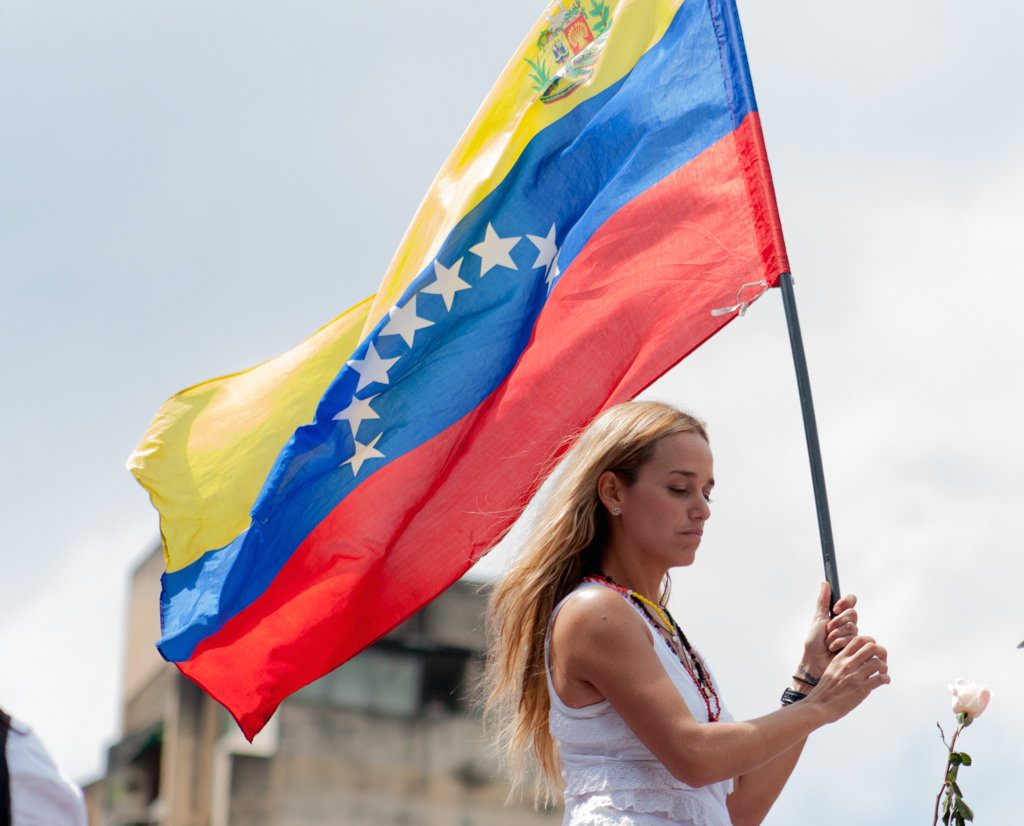
Lilian Tintori, esposa de Leopoldo López, durant una manifestació el 26 de febrer de 2014

Al febrer de 2014 la revista The Economist va observar que mentre Henrique Capriles liderava l'ala moderada d'Unitat Democràtica (MUD), l'aliança de partits d'oposició a Veneçuela, López liderava "l'ala més confrontacional". Encara que tots dos grups basaven les seves activitats en la no violència, López, a diferència de Capriles, "creu que les manifestacions poden produir un canvi de govern".
The Guardian va escriure aquest mateix mes que López i Capriles tenien "una antiga rivalitat igual que amistat", però que López ja havia provat ser "el més dinàmic del duo", després que Capriles sacsegés la mà de Maduro després de perdre les eleccions de desembre de 2013 al mateix temps que López començava 'La Sortida', un moviment que busca "enderrocar al president a través de manifestacions".
El 12 de febrer d'aquest any, és a dir, el mateix dia de la mort de Juan Montoya, Bassil Alejandro Dona Costa i Robert Redman, la Dra. Ralenis J. Tovar Guillén, Jutgessa del Tribunal Desè Sisè (16º) en funcions de control, va emetre una ordre d'arrest per a López sota càrrecs que incloïen instigació a cometre crims, intimidació pública, incendi provocat d'un edifici públic, danys a propietat pública, homicidi, perjudicis seriosos, "incitació a crear disturbis" i terrorisme, L'endemà que l'ordre d'arrest va ser emesa, López es va dirigir a Maduro per Twitter dient, "no tens les agallas per ficar-me pres? O esperes ordenis de l'Havana? T'ho dic: La veritat aquesta del nostre costat".
En una transmissió en la nit del 16 de febrer, segons Reuters, "Maduro li va dir a López que es lliuri sense fer espectacles i va dir que havia rebutjat les pressions de Washington perquè aixequi els càrrecs en contra seva". Maduro "va dir que havia ordenat a tres funcionaris consulars nord-americans al fet que deixin el país per conspirar en contra del seu govern", i va declarar: "Veneçuela no rep ordres de ningú!"

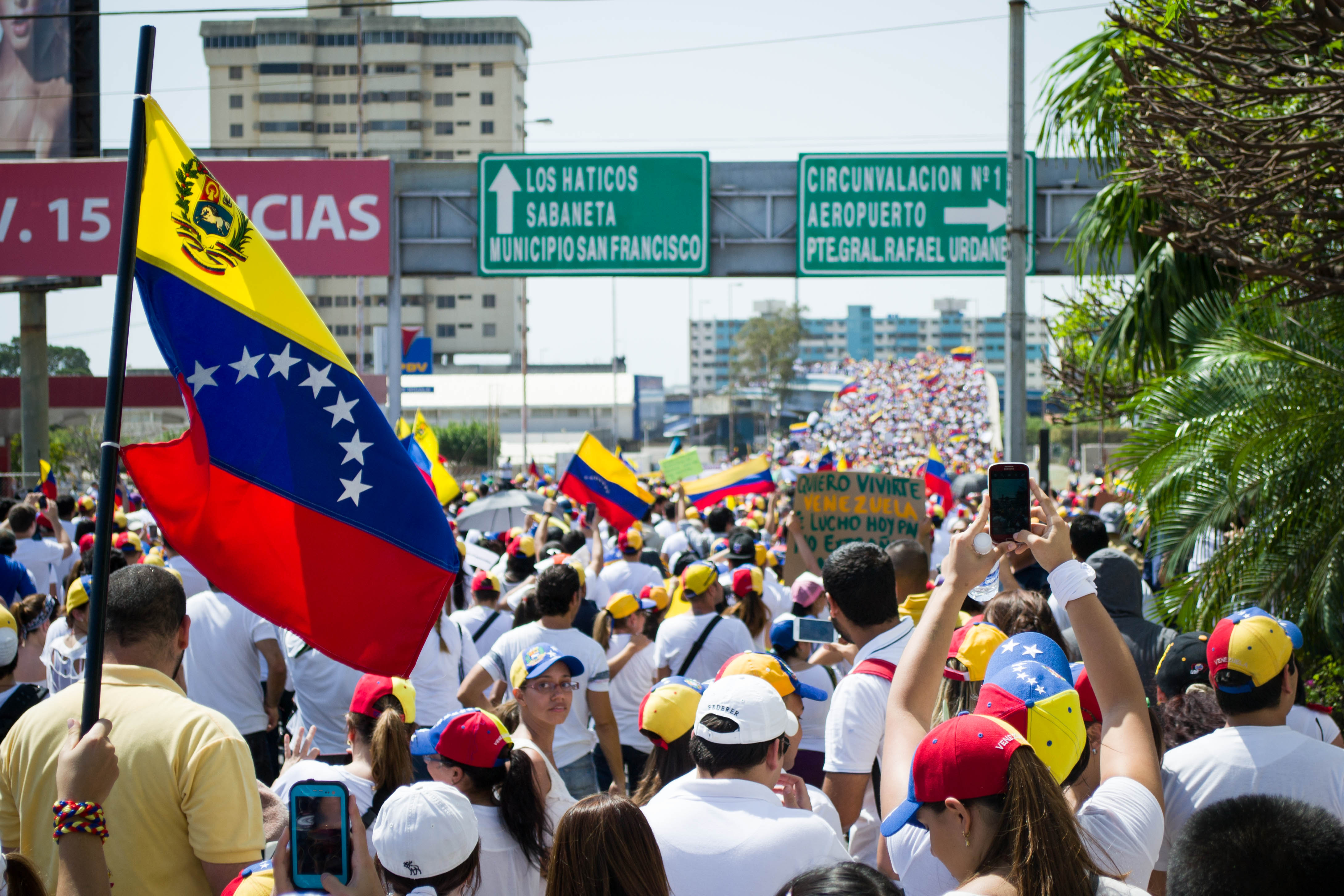
Marxa cap al Palau de Justícia de Maracaibo

El 18 de febrer, López es va lliurar a la Guàrdia Nacional en la presència de milers dels seus seguidors, els qui, igual que ell, vestien de blanc com a símbol de no violència. Va donar un curt discurs en el qual va dir que esperava que el seu arrest ajudés a despertar als Veneçolans en contra de la corrupció i el desastre econòmic ocasionat pel govern socialista. L'única alternativa a acceptar l'arrest, va dir López sota l'estàtua de José Martí, era "anar-me del país, però jo mai em vaig a anar de Veneçuela!" Hores després de l'arrest, Maduro es va dirigir a una multitud de seguidors en vermell, dient que no toleraria una "guerra psicològica" per part dels seus oponents i que López havia de fer-se responsable pels seus actes de "traïció". L'esposa de López li va dir a CNN aquesta nit que López es trobava de bon ànim a la presó i va afegir que ló últim que li havia dit era que no s'oblidi perquè estava passant el que estava passant, i que no s'oblidi perquè estava a la presó. Va demanar l'alliberament dels presoners polítics i els estudiants i la fi a la repressió i la violència.
El 20 de febrer, el jutge Ralenis Tovar Guillén va emetre una ordre de detenció preventiva contra López en resposta als càrrecs formals contra ell d'“incendi d'edifici públic”, “danys a la propietat pública”, “instigació a delinquir” i “delicte d'associació per a la delinqüència organitzada” realitzats per Franklin Nieves. L'audiència de lectura de càrrecs en la qual López va ser acusat formalment, i en la qual es va decidir mantenir-ho empresonat mentre esperava el seu judici va tenir lloc en un bus militar parqueado fora de la presó, un procés descrit per Gutiérrez com a "molt poc ortodox". CNN va reportar que si López era trobat culpable, "podria enfrontar-se a 10 anys a la presó".

## Empresonament

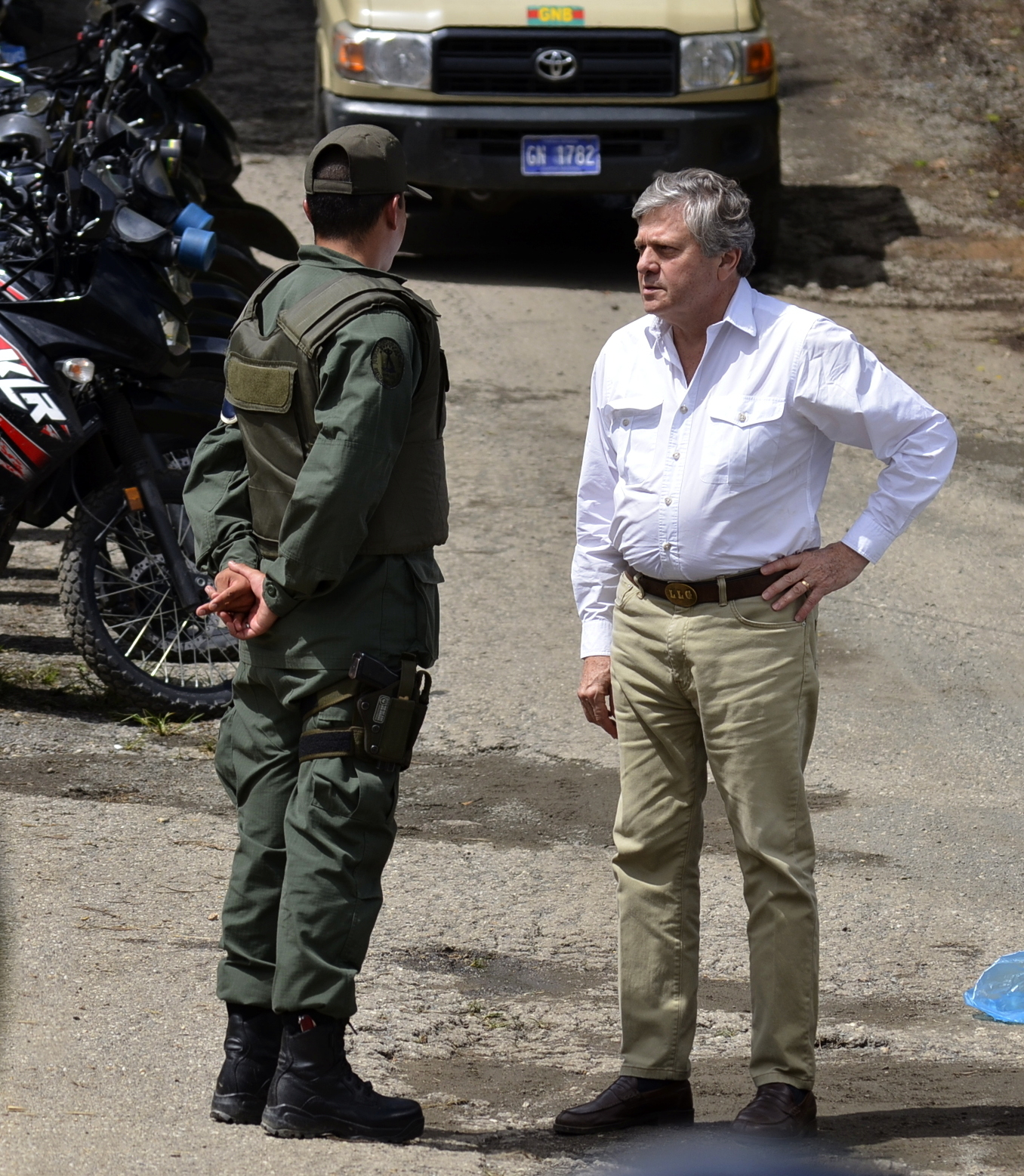
Pare de Leopoldo conversant amb GNB en l'entrada de la Presó de Ram Verd

López va ser internat a la Presó de Ram Verd, un centre de detenció militar als afores de Caracas, una elecció que va anar àmpliament criticada. Durant una visita de la seva esposa, López li va lliurar una nota escrita a mà que ràpidament es va fer viral a les xarxes socials. "Estic bé", li va escriure als seus seguidors, a qui va instar a no rendir-se i mantenir-se ferms en contra de la violència, i a mantenir-se "organitzats i disciplinats", indicant que aquesta lluita és "de tots". The Guardian va comentar que aquest missatge "probablement era per donar-li ímpetu a un moviment descrit pel govern com un intent de cop d'estat per part dels Estats Units per fer-se del poder al ric país petrolier" i que també elevaria les credencials de lideratge de "un polític que, fins fa una setmana, era poc conegut en la resta del món". La seva família l'ha visitat a la presó cada setmana, però solament se'ls permet veure a López per un parell d'hores i per deixar-li esmorzar. López, un catòlic devot, va ser prohibit d'anar a l'església o de rebre la visita d'un sacerdot, encara que sí que se li ha permès sortir a prendre aire i exercitar-se per una hora.
“Els càrrecs presentats contra Leopoldo López, capdavanter d'un partit d'oposició veneçolà", va indicar Amnistia Internacional en un comunicat del 19 de febrer, "suggereixen l'existència d'un intent, de motivació política, de silenciar la dissidència al país". Guadalupe Marengo, directora adjunta del Programa per a Amèrica d'Amnistia Internacional, va cridar a les autoritats veneçolanes a "presentar proves sòlides per fonamentar els càrrecs contra López, o posar-ho en llibertat de manera immediata i incondicional... Amnistia Internacional no ha vist proves que els fonamentin. Aquest processament és un afront a la justícia i a la llibertat de reunió”. Human Rights Watch (HRW) va dir: "El govern veneçolà ha adoptat obertament les tàctiques habituals dels règims autoritaris, i ha empresonat a opositors, censurat mitjans de comunicació i intimidat a la societat civil". A més, HRW va acusar el govern de Maduro de culpar als líders de l'oposició, incloent a López, per la violència.

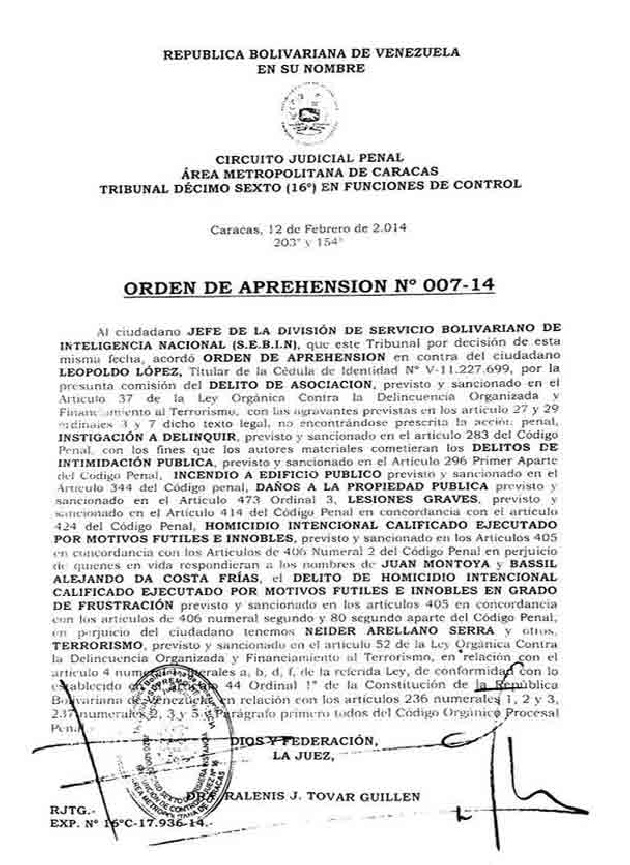
Ordre de aprensión de Leopoldo López.

La Human Rights Foundation de Nova York, va declarar a López un presoner de consciència el 20 de febrer i es va unir a diverses altres organitzacions internacionals que estan demanant el seu alliberament immediat. “Amb l'empresonament de López i la brutal repressió a la qual policia, força armada, i grups paramilitars estan sotmetent als seus seguidors, l'Estat veneçolà ha perdut qualsevol façana de democràcia”, va dir el president del consell internacional de HRF, Garry Kasparov en un comunicat. "Maduro ha d'entendre que no pot simplement esborrar a tota l'oposició al parlament d'un cop de ploma (llei habilitante), i esperar que ningú es queixi. I quan es queixen, no pot simplement cridar-los feixistes i caure'ls a tirs. O Maduro allibera a López i crida a un diàleg honest amb tota l'oposició, o ha d'anar-se'n pel bé de tots els veneçolans: els que recolzen el chavismo, i els que no. Veneçuela no necessita un botxí disposat a matar a la meitat del país. Necessita un president”
Després de l'arrest de López, Dianne Sommers, la directora internacional dels programes estudiantils en The Hun School, va dir: "Molts de nosaltres parlem sobre el que volem fer quan siguem grans. El va complir el seu somni. Jo record al noi. Bona sort". El periòdic de The Hun School va escriure això en suport dels estudiants veneçolans i ex alumnes, i la comunitat de The Hun School es va vestir de blanc el dimarts següent.
El 4 de gener de 2015, el president Nicolás Maduro proposa com a forma d'alliberar a Leopoldo López, enviar-ho als Estats Units en intercanvi per l'alliberament de l'independentista porto-riqueny Oscar Rivera. La Casa Blanca va rebutjar la proposició del Govern veneçolà l'endemà.
El judici contra López es va reprendre el 1r. de juny de 2015 amb la presència de paramédicos en el jutjat a causa de la vaga de gana de l'acusat, feta en demanda de «que es fixi la data per a les eleccions legislatives amb observació internacional, i que cessi la censura» per part del govern del president Nicolás Madur. Les comandes de López van tenir el suport d'un grup de 27 exmandataris d'Espanya i Llatinoamèrica que van difondre la Declaració de Caracas, en la qual manifesten la seva preocupació per la situació a Veneçuela i insten al govern de Maduro a crear un «clima de diàleg» i a respectar les llibertats i drets fonamentals.
Finalment, López va ser sentenciat a 13 anys, 9 mesos, 7 dies i 12 hores de presó pels crims esmentats anteriorment. Les condicions del judici i la convicció final van ser fortament criticades per diversos governs i organitzacions internacionals de drets humans al voltant del món.

### Controvèrsies posteriors
El 23 d'octubre de 2015, Franklin Nieves, un fiscal en el judici de López, qui va fugir als Estats Units, va declarar que el judici va ser una «farsa» i que va ser pressionat per alts funcionaris del govern veneçolà.
El 27 d'octubre de 2015, durant una entrevista en CNN en Español, va afirmar que al febrer de 2014, el General de Brigada Manuel Gregorio Bernal Martínez, llavors cap del SEBIN, li va ordenar per exigència directa del president Maduro detenir a López. Quan Nieves va demanar la documentació sobre les proves dels crims, Bernal va declarar que no tenia cap, no obstant això, un oficial SEBIN s'encarregaria de fabricar els documents necessaris per enjudiciar a López. El fiscal Nieves va comentar: "Ells van fabricar aquests fets al moment". Nieves també va acusar Diosdado Cabell, president de l'Assemblea Nacional, de dirigir el judici contra López també. Luisa Ortega Díaz, Fiscal General de Veneçuela que pel que sembla va exigir als fiscals construir proves en contra de López, Nieves va negar les acusacions en contra seva, dient que "Si ell pressionat, era, sens dubte, per elements externs". La Fiscal general va negar les acusacions de Nieves i va descartar que tinguin alguna conseqüència judicial, cosa en què també va estar d'acord el Defensor del Poble. El govern de Veneçuela va rebutjar les declaracions sobre el tema dels Estats Units que va considerar «insolents» i una forma «vulgar» d'«amenaçar i fer xantatge fiscals».
El 19 de gener de 2016, Lilian Tintori va publicar en xarxes socials i posteriorment a través del canal de televisió NTN24, que ella, juntament amb la mare de l'empresonat, Antonieta Mendoza, va ser víctima de tractes degradants en una visita realitzada al seu espòs. Segons Tintori i López, guàrdies de la presó de Ram Verd van obligar a ambdues dones a despullar-se en cambres separades - en el cas de la senyora Mendoza davant dels seus nets - i se'ls va abusar verbalment. Encara que el govern veneçolà va rebutjar les acusacions de Tintori i Mendoza com un «xou planificat», els suposats abusos van ser condemnats fermament per organitzacions internacionals i de drets humans com Amnistia Internacional, la Human Rights Foundation i l'OEA.

### Resposta internacional

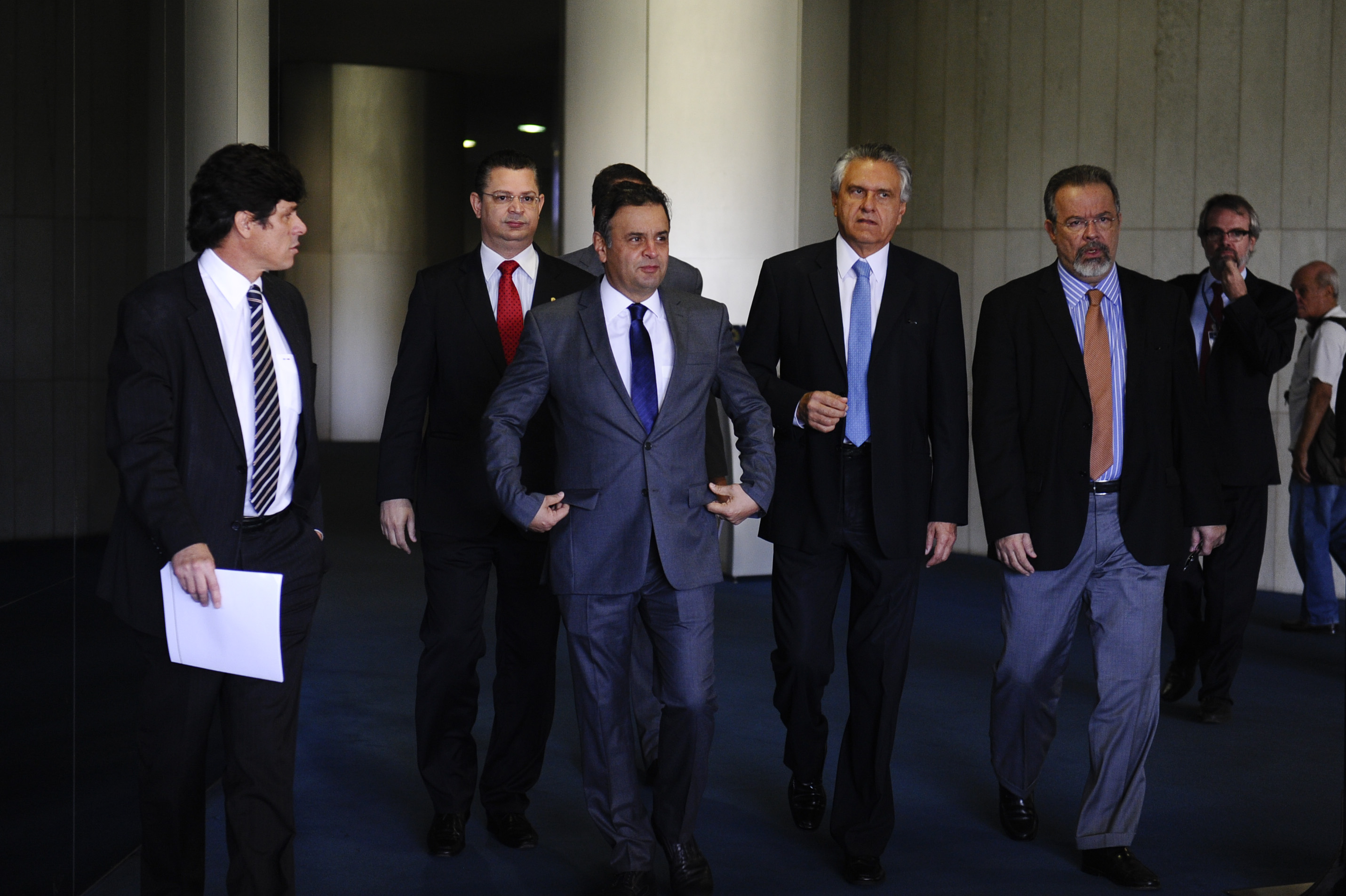
Comissió de senadors brasilers que va intentar visitar a Leopoldo López

Grups de drets humans consideren a López com el "més prominent presoner polític d'Amèrica Llatina". Diverses organitzacions van denunciar la detenció de López i van realitzar declaracions públiques per fer ressò sobre la seva detenció." Els càrrecs presentats contra el capdavanter opositor veneçolà Leopoldo López" van ser informats en un comunicat el 19 de febrer d'Amnistia Internacional com una "bufetada i un intent de retaliación política per silenciar la dissidència al país". Guadalupe Marengo, Directora del programa d'Amnistia Internacional per les Américas, va demanar a les autoritats veneçolanes presentar "alguna evidència sòlida que fonamenti els càrrecs realitzats contra López o alliberar-ho immediatament i sense condicions...", no obstant això, Amnistia Internacional no ha vist corroborar evidència sòlida d'aquests càrrecs per part del govern. Aquesta és un afront contra la justícia i a una Assemblea lliure" Human Rights Watch, va dir:". El govern veneçolà ha abraçat obertament tàctiques clàssiques d'un règim autoritari, empresonar als seus opositors, emmordassar als mitjans de comunicació i intimidar a la societat civil ". A més a més, HRW va acusar el govern de Maduro de culpar de fets violents ocorreguts durant les protestes a líders de l'oposició, entre ells López. La Human Rights Foundation, fundada i dirigida pel primer germà de López, Thor Halvorssen Mendoza, va declarar que López era un "pres de consciència" i es va unir a altres organitzacions internacionals per demanar el seu alliberament immediat." Amb l'empresonament de López i la tàctica brutal de repressió que la policia, les forces armades i grups paramilitars estan utilitzant contra els seus partidaris, l'Estat veneçolà ha perdut qualsevol façana democràtica que va poder haver tingut", va dir el president de HRF Garry Kasparov. Els seus antíguos companys de classe de Kenyon College van realitzar un esforç per donar suport a López des que va ser detingut i van ajudar en la creació de freeleopoldo.com. Columnes editorials publicades en The New York Times i The Washington Post també han demanat el seu alliberament.
Al congrés de la Clinton Global Initiative, el 23 de setembre de 2014, el president Barack Obama va demanar l'alliberament de López dient: "Estem en solidaritat amb aquells que estan detinguts en aquest mateix moment". El 8 d'octubre de 2014, un Grup de treball de les Nacions Unides va dictaminar que López va ser detingut arbitràriament i que el govern veneçolà "va violar varis dels seus drets civils, polítics i constitucionals" al mateix temps que exigeix el seu alliberament immediat. L'Alt Comissionat de l'ONU per als Drets Humans, Zeid Ra'ad Al Hussein, va demanar l'immediat alliberament de López i tots els veneçolans detinguts durant les protestes de 2014. Al novembre de 2014, la Internacional Socialista va estar d'acord amb la decisió de l'ONU, informant que la detenció de López era arbitrària. El 19 de desembre de 2014, el cap de la diplomàcia de la Unió Europea, Federica Mogherini, va dir que estava "seriosament preocupada" per les "detencions arbitràries i contínues" a Veneçuela, en la resolució de la UE i va assenyalar que Leopoldo López "va sofrir tortura física i psicològica", denunciant també la situació dels alcaldes de l'oposició Daniel Ceballos i Vicencio Scarano.
El govern veneçolà va condemnar les declaracions dels Estats Units i les Nacions Unides exigint a no interferir en els assumptes de Veneçuela. El govern veneçolà va respondre a l'Alta Comissionada de l'ONU per als Drets Humans amb una carta dirigida a ell dient que era "sense sentit" demanar alliberar a López i va afirmar que les declaracions del Príncep Zeid Ra'ad bin eren "sens dubte, part de la manipulació dels mitjans internacionals que ha estat denunciat pels màxims dirigents del Govern Bolivariano ".

## Plataforma política

### Article pelNew York Times
El 26 de març de 2014, el New York Times va publicar un article d'opinió de López titulat "L'Estat Fallit de Veneçuela" (en anglès, Veneçuela's Failing State). Escrivint, segons va indicar, "des de la presó militar Ram Verd als afores de Caracas", López va lamentar que durant els últims quinze anys, "la definició de 'intolerable' en aquest país ha decaigut fins al punt que, per a la nostra desgràcia, ens trobem amb un dels índexs d'homicidi més alts de l'Hemisferi Occidental, una taxa d'inflació del 57% i una escassetat de productes bàsics sense precedents en temps de pau". Aquesta devastació econòmica, va afegir, "solament es compara amb clima polític igualment opresivo. Des que van començar les protestes estudiantils el 4 de febrer, més d'1.500 manifestants han estat arrestats, més de 30 assassinats, i més de 50 persones han reportat haver estat torturades mentre es trobaven sota custòdia policial", exposant d'aquesta manera "el punt al que la criminalització de la disensión ha arribat en aquest govern".
Parlant sobre el seu empresonament, López va explicar que el 12 de febrer havia "instat als veneçolans a exercir els seus drets legals a la protesta i la llibertat d'expressió - però que ho facin en forma pacífica i sense violència. Tres persones van ser ferides de bala i van morir aquest dia. Una anàlisi de vídeo per part del grup Últimes Notícies, "el president Nicolás Maduro va ordenar personalment el meu arrest sota els càrrecs d'assassinat, incendi d'edifici públic i terrorisme. Fins al dia d'avui no s'ha presentat cap tipus d'evidència".
López va explicar que no era l'únic que estava pres per raons polítiques. La setmana anterior, el govern havia arrestat als alcaldes de Sant Cristóbal i Sant Diego. Mentre que alguns observadors "creuen que pronunciar-se sol antagoniza al partit de govern --convidant al Sr. Maduro a actuar més ràpid per llevar drets-- i proveeix una convenient distracció de la ruïna econòmica i social que està succeint", López va sostenir que "aquest camí és similar al d'una víctima d'abusos que es manté en silenci per por de convidar més càstigs". A més, "milions de veneçolans no tenen el luxe de jugar el 'joc llarg' d'esperar per un canvi que mai arriba". És per això que és important "pronunciar-se, actuar i protestar", i no "entorpir-se pel continu abús als drets ciutadans que està succeint". López va demanar justícia per a les víctimes de Madur, el desarmament dels grups paramilitars, una "recerca sobre el frau comès a través de la nostra comissió per a intercanvi de divises", i una "participació real de la comunitat internacional, especialment a Amèrica Llatina". Va agregar que encara que organitzacions internacionals de drets humans han condemnat oberta i clarament a Madur, molts dels veïns de Veneçuela han respost a les seves accions amb un "vergonyós silenci", d'igual manera que l'Organització d'Estats Americans, la qual representa a les nacions de l'Hemisferi Occidental.
En l'edició del 13 de setembre, el periòdic va publicar una editorial en rebuig a la condemna dictada contra el dirigent opositor titulada Free Veneçuela’s Leopoldo López.

## Controvèrsies
Malgrat els seus seguidors consideren que els seus anomenats constants són a la protesta pacífica,[cita  López ha passat per lapsus linguae, cridant a una manifestació «no pacífica».
Posteriorment va rectificar l'error comentant, «en totes les declaracions que jo he donat, sempre he cridat a la protesta no pacífica, cometent de nou el mateix error. En un article del Diari titulat La falta d'ètica i la tergiversació de la veritat per Beatriz Vásquez, s'exposa com algunes equivocacions de López durant els seus discursos han estat utilitzades per «difondre falsedats revestides de veracitat». L'especialista en Lingüística Rosa Amelia Asuaje, les anàlisis de la qual del discurs de López han estat usats com a prova principal per part de la Físcalía en contra de López, reconeix que el dirigent «va instar a la manifestació pacífica i dins dels límits de la Constitució».
El 25 de maig de 2015, el canal estatal Veneçolana de Televisió (VTV), va publicar un suposat àudio entre Leopoldo López i Daniel Ceballos d'una suposada conversa que s'hauria dut a terme a la presó de Ram Verd, amb una durada d'1 minut amb 56 segons. Durant l'enregistrament, s'escolten frases com, «la veritat és que jo estava traficant drogues a nivell internacional». L'expert  en so Johnny E. Mogollón E., va realitzar una anàlisi a l'àudio publicat per VTV trobant irregularitats assenyalant que «a partir d'una col·lecció d'enregistraments fets a aquests dos personatges, es va fer una sola pista en la qual es pot "entendre” alguna cosa que mai van dir, i que no obstant això dona l'aparença que sí».

## Vida privada
Al maig de 2007, López i Lilian Tintori van contreure matrimoni, van tenir una filla, Manuela Rafaela, en 2009, i un fill, Leopoldo Santiago, en 2013. Tintori, campiona de kitesurf i expresentadora d'un programa de TV sobre esports extrems, és una figura popular de la televisió que ha treballat activament per causes com els drets humans, serveis per als sords i cecs, en contra de la violència domèstica, i per reduir la incidència de conducció sota els efectes de l'alcohol. «A vegades anomenaven jocosament a la parella Barbie i Ken a causa de la seva perfecta aparença física», va reportar The Guardian en 2014, «però el seu emotiu comiat en llàgrimes abans que López es lliuri a la guàrdia nacional» al febrer d'aquest any «va resultar ser una poderosa imatge a les xarxes socials". La fotografia, segons NPR, "cementó el seu lloc com la cara de l'oposició al govern de Nicolás Maduro», indicant que López havia pres el lloc de Capriles com «el líder simbòlic de l'oposició».

## Premis, condecoracions i reconeixements
- 2007 - Doctorat Honoris causa en Lleis, Escola Kenyon.[35]
- 2007 - Premio Transparència, atorgat per Transparency International.[4]
- 2008 - Premio Transparència, atorgat per Transparency International[143]
- 2008 - Tercer millor Alcalde del món, atorgat per City Mayors i World Mayors.[144]
- 2009 - "Persona més innovadora en temps d'adversitat", atorgat per ONG Future Capitals.[145]
- 2014 - Alumni Achievement Awards. Universitat Harvard.[146]
- 2015 - Premi Lliberteu Corts de Cadis, atorgat per l'Ajuntament de Cadis.[147][148]
- 2015 - El Premi Iberoamericà ASICOM. Universitat d'Oviedo.[149]